# (474016) 2016 GB8
(474016) 2016 GB8 es un asteroide perteneciente al cinturón de asteroides, descubierto el 8 de abril de 2010 por Wide-field Infrared Survey Explorer desde el telescopio espacial Wide-Field Infrared Survey Explorer (WISE), Estados Unidos.

## Designación y nombre
Designado provisionalmente como 2016 GB8.

## Características orbitales
2016 GB8 está situado a una distancia media del Sol de 3,114 ua, pudiendo alejarse hasta 3,255 ua y acercarse hasta 2,973 ua. Su excentricidad es 0,045 y la inclinación orbital 17,55 grados. Emplea 2007 días en completar una órbita alrededor del Sol.

## Características físicas
La magnitud absoluta de 2016 GB8 es 15,706. Tiene 4,72 km de diámetro y su albedo se estima en 0,017.